# Schönebeck
Schönebeck é uma cidade da Alemanha localizada no distrito de Salzlandkreis, estado de Saxônia-Anhalt.
Schönebeck é membro e sede do Verwaltungsgemeinschaft de Schönebeck.